# Trutz Rendtorff
Trutz-Gotthilf Peter Rendtorff (* 24. Januar 1931 in Schwerin; † 24. Dezember 2016 in München) war ein deutscher evangelischer Theologe und Professor für Systematische Theologie mit Schwerpunkt Ethik an der Ludwig-Maximilians-Universität München 1968 bis 1999.

## Leben und Wirken
Rendtorff, wie der Alttestamentler Rolf Rendtorff ein Sohn des Mecklenburger Landesbischofs Heinrich Rendtorff, besuchte das Marienstiftsgymnasium in Stettin und machte in Kiel in der Kieler Gelehrtenschule 1951 Abitur. Von 1951 bis 1956 studierte er Evangelische Theologie und Soziologie in Kiel, Bloomington (Indiana State University), Göttingen, Basel und Münster. An der Universität Kiel war er Vorsitzender des Allgemeinen Studentenausschusses (AStA). 1956 wurde er in Münster zum Dr. theol. promoviert. Anschließend war er Assistent am Institut für Christliche Gesellschaftswissenschaften der Universität Münster. 1961 habilitierte er sich in Münster für Systematische Theologie. Von 1962 bis 1968 war Rendtorff Dozent und außerplanmäßiger Professor an der Universität Münster, von 1968 bis 1999 ordentlicher Professor für Systematische Theologie mit dem Schwerpunkt Ethik an der Ludwig-Maximilians-Universität München. 1999 wurde er emeritiert.
Rendtorff ist Mitbegründer des  Instituts TTN (Technik-Theologie-Naturwissenschaften) an der Universität München und war von 1998 bis 2003 der Vorsitzende des Trägervereins TTN.
Von 1979 bis 1984 war Rendtorff Vorsitzender der Wissenschaftlichen Gesellschaft für Theologie. Bis 1994 war er Präsident der im Jahre 1981 von ihm mitgegründeten Ernst-Troeltsch-Gesellschaft.
Auch im kirchlichen Raum hat Rendtorff zahlreiche Funktionen wahrgenommen. Von 1979 bis 1997 war er Mitglied der Synode der EKD. In den Jahren 1980 bis 1997 leitete er als Vorsitzender die Kammer der EKD für öffentliche Verantwortung; in dieser Zeit erschienen die Friedensdenkschrift (Frieden wahren, fördern und erneuern, 1981), die Demokratiedenkschrift (Evangelische Kirche und freiheitliche Demokratie, 1985) und die Wirtschaftsdenkschrift (Gemeinwohl und Eigennutz, 1991).
Rendtorff starb an Heiligabend 2016. Bestattet wurde er auf dem Waldfriedhof Solln.

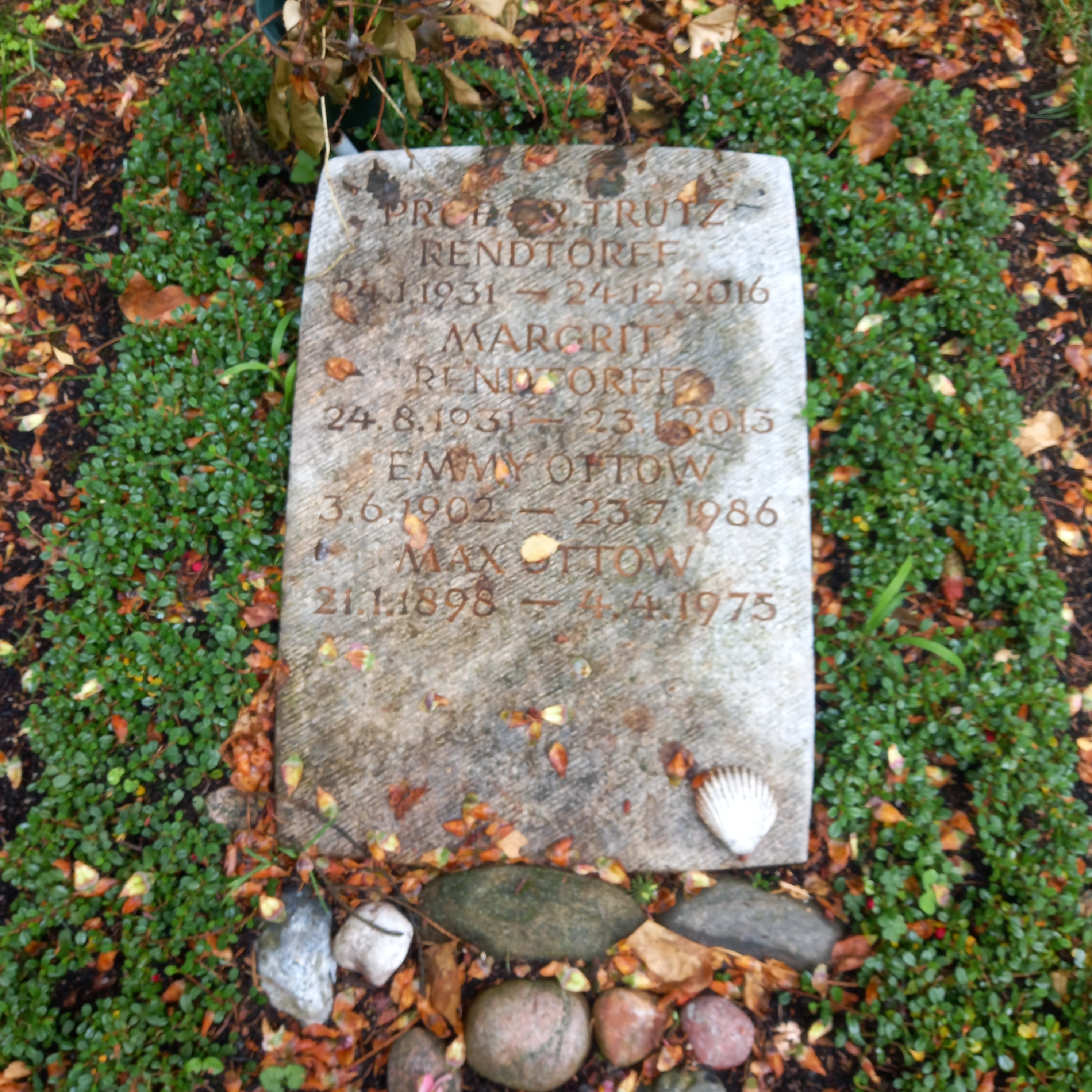
Das Grab von Trutz Rendtorff und seiner Ehefrau Margrit geborene Ottow auf dem Waldfriedhof Solln in München

Rendtorff wohnte in München-Solln, in einer Villa an der Linastraße 3a, in der Bischöfe, Theologen und Politiker ein und aus gingen und wo er auch Oberseminare abhielt. Während zunächst Töchter und Bürger, dann auch Bürgerinitiativen wie das Denkmalnetz Bayern sich nach seinem Tod für den Erhalt des historischen Gebäudes einsetzen, wolle die Eigentümerin, die evangelische Landeskirche in Bayern, statt „alter Gartenstadt-Herrlichkeit“ bezahlbaren Wohnraum schaffen. Mindestens die Hälfte der Wohnungen sei für Pflegekräfte des Ev. Pflegezentrum München Sendling vorgesehen, welche auf dem Münchener Wohnungsmarkt kaum Chancen haben. Der Großteil der 2.000 m² werde trotz Errichtung des Mehrfamilienhauses Grünfläche bleiben, hieß es zunächst, dann wiederum stand ein Neubau hinter der Rendtorff-Villa zur Debatte. Tochter Verena Rendtorff plädierte im Bayerischen Rundfunk für den Erhalt der Villa.

## Auszeichnungen und Ehrungen
- 1986: Verdienstkreuz am Bande der Bundesrepublik Deutschland
- 1994: Großes Verdienstkreuz der Bundesrepublik Deutschland
- 2001: Preis der Peregrinus-Stiftung der Bayerischen Akademie der Wissenschaften
- 2003: Bayerischer Maximiliansorden für Wissenschaft und Kunst
- Ehrendoktorwürden der Juristischen Fakultät der Christian-Albrechts-Universität zu Kiel und der Theologischen Fakultät der Universität Leipzig

## Schriften (Auswahl)
- Die soziale Struktur der Gemeinde. Die kirchlichen Lebensformen im gesellschaftlichen Wandel der Gegenwart. Eine kirchensoziologische Untersuchung. Furche-Verl., Hamburg 1958 (Studien zur evangelischen Sozialtheologie und Sozialethik, 1; zugleich erweiterte Dissertation, Münster/Westfalen).
- Kirche und Theologie. Die systematische Funktion des Kirchenbegriffs in der neueren Theologie. Gütersloher Verlagshaus Mohn, Gütersloh 1966 (Habilitationsschrift, Münster/Westfalen, Überarbeitung).
- Theorie des Christentums. Historisch-theologische Studien zu seiner neuzeitlichen Verfassung. Mohn, Gütersloh 1972, ISBN 3-579-04097-9.
- Politisches Mandat der Kirchen? Grundfragen einer politischen Theologie. Trutz Rendtorff antwortet Winfried Hassemer. Patmos-Verlag, Düsseldorf 1972, ISBN 3-491-00326-1.
- Gott, ein Wort unserer Sprache? Ein theologisches Essay. Kaiser, München 1972, ISBN 3-459-00830-X (Theologische Existenz heute; [N.F.], 171).
- Politische Ethik und Christentum. Kaiser, München 1978, ISBN 3-459-01153-X (Theologische Existenz heute; [N.F.], 200).
- Ethik. Grundelemente, Methodologie und Konkretionen einer ethischen Theologie, Bd. 1+2. Kohlhammer, Stuttgart/Berlin 1980/1981 (2., durchgesehene Auflage 1990; Nachdruck Mohr Siebeck, Tübingen 2011, ISBN 978-3-16-150715-1).
- Theologie in der Moderne. Über Religion im Prozeß der Aufklärung. Gütersloher Verlagshaus Mohn, Gütersloh 1991, ISBN 3-579-00189-2 (Troeltsch-Studien. Bd. 5).
- Vielspältiges. Protestantische Beiträge zur ethischen Kultur. Kohlhammer, Stuttgart/Berlin/Köln 1991, ISBN 3-17-011544-8.
- Trutz Rendtorff. In: Christian Henning, Karsten Lehmkühler (Hrsg.): Systematische Theologie der Gegenwart in Selbstdarstellungen. Mohr Siebeck, Tübingen 1998, ISBN 3-8252-2048-6, S. 59–77.
- Religionsfreiheit – Krise des Christentums? Zum grundrechtlichen Status der Menschenrechte in christentumstheoretischer Perspektive. In: Friederike Nüssel (Hrsg.): Theologische Ethik der Gegenwart. Mohr Siebeck, Tübingen 2009, S. 207–225.

Als Herausgeber
- zusammen mit Karl Gerhard Steck: Protestantismus und Revolution. Kaiser, München 1969 (Theologische Existenz heute; [N.F.], 161).
- Die Realisierung der Freiheit. Beiträge zur Kritik der Theologie Karl Barths. Gütersloher Verlagshaus Mohn, Gütersloh 1975, ISBN 3-579-04050-2.
- Religion als Problem der Aufklärung. Eine Bilanz aus der religionstheoretischen Forschung. Vandenhoeck & Ruprecht, Göttingen 1980, ISBN 3-525-87493-6.
- zusammen mit Anselm Hertz, Wilhelm Korff und Hermann Ringeling: Handbuch der christlichen Ethik. Herder, Freiburg i. B. / Mohn, Gütersloh; Bd. 1 und Bd. 2, 1978; Bd. 3, 1982.
- zusammen mit Kurt Nowak, Otto Gerhard Oexle und Kurt-Victor Selge: Adolf von Harnack: Christentum, Wissenschaft und Gesellschaft. Wissenschaftliches Symposion aus Anlaß seines 150. Geburtstages. Vandenhoeck & Ruprecht, Göttingen 2003 (Veröffentlichungen des Max-Planck-Instituts für Geschichte, Göttingen, Band 204).

## Schriftenverzeichnis
- Bibliographie Trutz Rendtorff (PDF; 223 kB)